# Ella Fitzgerald Sings the Duke Ellington Songbook
Ella Fitzgerald Sings the Duke Ellington Songbook (с англ. — «Элла Фицджеральд исполняет песни Дюка Эллингтона») — студийный альбом американской джазовой певицы Эллы Фицджеральд, посвящённый творчеству Дюка Эллингтона и музыкантов его оркестра. Альбом состоял из двух томов (Verve MGV 4008-2 и Verve MGV 4009-2), каждый из которых — в двух пластинках. Год записи и год выпуска всех 4 пластинок — 1957. Аудиозапись моно.
В большинстве треков Фицджеральд аккомпанировал оркестр Дюка Эллингтона. Также в записи участвовали знаменитые музыканты Оскар Питерсон и Диззи Гиллеспи.
Ella Fitzgerald Sings the Duke Ellington Songbook был первым песенником, который позволил Фицджеральд в полной мере проявить свои способности в вокальной импровизации, кроме того, это был первый альбом, принёсший певице первую награду «Грэмми» в номинации «Лучшее вокальное джаз-исполнение».

## Список композиций
Примечание. Треки указаны в соответствии с позднейшей перепечаткой виниловых альбомов на CD
| №                   | Название                            | Текст песни                 | Музыка                     | Длительность |
| ------------------- | ----------------------------------- | --------------------------- | -------------------------- | ------------ |
| 1.                  | «Rockin’ in Rhythm»                 | Ирвинг Миллс                | Дюк Эллингтон, Гарри Карни | 5:17         |
| 2.                  | «Drop Me Off in Harlem»             | Ник Кенни                   | Дюк Эллингтон              | 3:48         |
| 3.                  | «Day Dream»                         | Джон Латуш                  | Билли Стрэйхорн            | 3:56         |
| 4.                  | «Caravan»                           | Ирвинг Миллс                | Хуан Тизол, Дюк Эллингтон  | 3:51         |
| 5.                  | «Take the "A" Train»                | Джойя Шеррилл               | Билли Стрэйхорн            | 6:37         |
| 6.                  | «I Ain’t Got Nothin’ But the Blues» | Дон Джордж                  | Дюк Эллингтон              | 4:39         |
| 7.                  | «Clementine»                        |                             | Билли Стрэйхорн            | 2:37         |
| 8.                  | «I Didn’t Know About You»           | Боб Расселл                 | Дюк Эллингтон              | 4:10         |
| 9.                  | «I’m Beginning to See the Light»    | Дон Джордж                  | Гарри Джеймс               | 3:24         |
| 10.                 | «Lost in Meditation»                | Ирвинг Миллс                | Хуан Тизол                 | 3:24         |
| 11.                 | «Perdido»                           | Эрвин Дрейк                 | Хуан Тизол                 | 6:10         |
| 12.                 | «Cotton Tail»                       |                             | Дюк Эллингтон              | 3:23         |
| 13.                 | «Do Nothin’ Till You Hear from Me»  | Боб Расселл                 | Дюк Эллингтон              | 7:38         |
| 14.                 | «Just A-Sittin’ and A-Rockin’»      | Ли Гейнс                    | Билли Стрэйхорн            | 3:30         |
| 15.                 | «(In My) Solitude»                  | Ирвинг Миллс, Эдди Деланж   | Дюк Эллингтон              | 2:04         |
| 16.                 | «Rocks in My Bed»                   |                             | Дюк Эллингтон              | 3:56         |
| 17.                 | «Satin Doll»                        | Джонни Мёрсер               | Билли Стрэйхорн            | 3:26         |
| 18.                 | «Sophisticated Lady»                | Митчелл Пэриш, Ирвинг Миллс | Дюк Эллингтон              | 5:18         |
| Общая длительность: | Общая длительность:                 | Общая длительность:         | Общая длительность:        | 77:10        |

| №                   | Название                                             | Текст песни                 | Музыка                       | Длительность |
| ------------------- | ---------------------------------------------------- | --------------------------- | ---------------------------- | ------------ |
| 19.                 | «Just Squeeze Me (But Please Don’t Tease Me)»        | Ли Гейнс                    | Дюк Эллингтон                | 4:13         |
| 20.                 | «It Don’t Mean a Thing (If It Ain’t Got That Swing)» | Ирвинг Миллс                | Дюк Эллингтон                | 4:12         |
| 21.                 | «Azure»                                              | Ирвинг Миллс                | Дюк Эллингтон                | 2:18         |
| 22.                 | «I Let a Song Go Out of My Heart»                    | Ирвинг Миллс, Генри Немо    | Дюк Эллингтон                | 4:08         |
| 23.                 | «In a Sentimental Mood»                              | Мэнни Кёртис, Ирвинг Миллс  | Дюк Эллингтон                | 2:44         |
| 24.                 | «Don’t Get Around Much Anymore»                      | Боб Расселл                 | Дюк Эллингтон                | 4:59         |
| 25.                 | «Prelude to a Kiss»                                  | Ирвинг Гордон, Ирвинг Миллс | Дюк Эллингтон                | 5:26         |
| 26.                 | «Mood Indigo»                                        | Ирвинг Миллс                | Дюк Эллингтон, Барни Биггард | 3:24         |
| 27.                 | «In a Mellow Tone»                                   | Милт Гэблер                 | Дюк Эллингтон                | 5:07         |
| 28.                 | «Love You Madly»                                     |                             | Дюк Эллингтон                | 4:37         |
| 29.                 | «Lush Life»                                          | Билли Стрэйхорн             | Билли Стрэйхорн              | 3:37         |
| 30.                 | «Squatty Roo»                                        |                             | Джонни Ходжес                | 3:38         |
| 31.                 | «I’m Just a Lucky So-and-So»                         | Мэк Дэвид                   | Дюк Эллингтон                | 4:12         |
| 32.                 | «All Too Soon»                                       | Карл Зигман                 | Дюк Эллингтон                | 4:22         |
| 33.                 | «Everything But You»                                 | Дон Джордж                  | Гарри Джеймс                 | 2:53         |
| 34.                 | «I Got it Bad (And That Ain’t Good)»                 | Пол Уэбстер                 | Дюк Эллингтон                | 6:11         |
| 35.                 | «Bli-Blip»                                           | Сид Куллер                  | Дюк Эллингтон                | 3:01         |
| Общая длительность: | Общая длительность:                                  | Общая длительность:         | Общая длительность:          | 69:02        |

| №                   | Название                                       | Текст песни         | Музыка                         | Длительность |
| ------------------- | ---------------------------------------------- | ------------------- | ------------------------------ | ------------ |
| 36.                 | «Chelsea Bridge»                               | Билли Стрэйхорн     | Билли Стрэйхорн                | 3:20         |
| 37.                 | «Portrait of Ella Fitzgerald»                  |                     | Дюк Эллингтон, Билли Стрэйхорн | 16:10        |
| 38.                 | «The E and D Blues» ((E for Ella, D for Duke)) |                     | Билли Стрэйхорн                | 4:48         |
| Общая длительность: | Общая длительность:                            | Общая длительность: | Общая длительность:            | 24:18        |

## Участники записи
- Элла Фицджеральд — вокал.
- Кэт Андерсон — труба.
- Диззи Гиллеспи — труба.
- Кларк Терри — труба.
- Вилли Кук — труба.
- Фрэнк Фостер — тенор-саксофон.
- Пол Гонсальвес — саксофон.
- Бен Уэбстер — саксофон.
- Джонни Ходжес — альт-саксофон.
- Рассел Прокоуп — кларнет, альт-саксофон.
- Джимми Гамильтон — кларнет, тенор-саксофон.
- Гарри Карни — кларнет, бас-кларнет.
- Джон Сандерс — тромбон.
- Бритт Вудмен — тромбон.
- Квентин Джексон — тромбон.
- Рэй Нанс — труба, скрипка.
- Стафф Смит — скрипка.
- Оскар Питерсон — фортепиано.
- Пол Смит — фортепиано.
- Рэй Браун — контрабас.
- Джо Мондрагон — контрабас.
- Джимми Вуд — контрабас.
- Херь Эллис — гитара.
- Барни Кессел — гитара.
- Сэм Вудьярд — барабаны.
- Элвин Столлер — барабаны.
- Билли Стрэйхорн — фортепиано, аранжировка.
- Дюк Эллингтон — фортепиано, аранжировка, дирижирование.